# Lord Buckethead
Lord Buckethead è un personaggio immaginario apparso per la prima volta nel film di fantascienza del 1984 Hyperspace, anche noto con il titolo Gremloids.

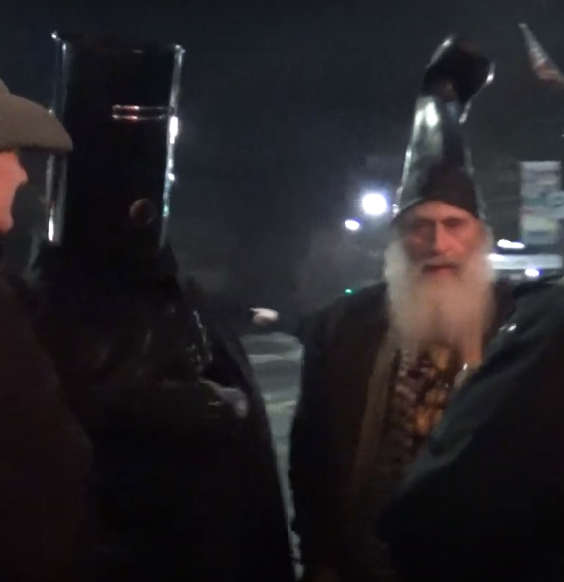
Lord Buckethead e Vermin Supreme nel 2020

Nel 1987 il produttore Mike Lee ha deciso di riprendere il personaggio immaginario per candidarsi alle elezioni generali nel Regno Unito utilizzando lo pseudonimo di Lord Buckethead, imitandone l'aspetto e l'abbigliamento. Lee si è nuovamente candidato nel 1992 come Lord Buckethead. Nel 2017 il comico Jon Harvey ha nuovamente ripreso il personaggio immaginario, candidandosi come Lord Buckethead alle elezioni generali. Il personaggio è inoltre apparso nel corso dello show statunitense Last Week Tonight with John Oliver. Alle elezioni generali nel Regno Unito del 2019 Harvey ha rinunciato a vestire i panni di Lord Buckethead per una disputa sul copyright del personaggio, presente comunque a quelle elezioni, per interpretare Count Binface.